# John Marin
John Marin (Rutherford, Nova Jersey, 23 de desembre de 1870 - Addison, Maine, 1 d'octubre de 1953) va ser un pintor estatunidenc, considerat com un dels aquarel·listes més importants de la seva època.
De 1899 a 1901 va estudiar a l'Acadèmia de Belles Arts de Pennsilvània, i el 1905 va viatjar a Europa, on va viure durant quatre anys. Va estudiar a París i va visitar Roma, Londres i Amsterdam; durant aquest període va pintar olis, aquarel·les i gravats. El 1909 va tenir lloc la seva primera exposició d'aquarel·les a la 291, la galeria de Nova York propietat del fotògraf estatunidenc Alfred Stieglitz.
La contribució més important que Marin va aportar a l'aquarel·la va ser la de fragmentar i subdividir les seves obres en una sèrie de plànols semicubistes pintats amb una viva diversitat cromàtica. La seva obra més coneguda és la seva abundant sèrie de marines de Maine, com ara Les illes de Maine (1922, Col·lecció Phillips, Washington DC). Uns altres dels seus temes principals són els edificis urbans, com en la seva obra El sud de Manhattan vist des del riu, núm. 1 (1921, Museu Metropolità d'Art, Nova York) i els paisatges.